# Forever (album GusGus)
Forever – szósty album studyjny islandzkiej grupy GusGus, wydany 23 lutego 2007 roku.  Wydana została również limitowana edycja płyty, zawierająca bonusowe utwory, remiksy oraz wywiad z zespołem.

## Lista utworów
1. "Degeneration" – 4:13
2. "You’ll Never Change" – 4:54
3. "Hold You" – 7:25
4. "Need in Me" – 7:41
5. "Lust" – 5:04
6. "If You Don't Jump (You're English)" – 6:36
7. "Forever" – 4:04
8. "Sweet Smoke" – 4:09
9. "Porn" – 5:44
10. "Demo 54" – 7:07
11. "Moss" – 7:18
12. "Mallflowers" – 9:21

### Bonusowe utwory
1. "Hold You (Hermigervil's RMX)" – 5:52
2. "He's So Hot" – 5:08
3. "Lust (Live in Vienna)" – 10:53
4. "Moss (Tim Deluxe Remix)" – 9:21
5. "Need in Detroit" – 4:04
6. "Need in Me (President's Wildpitz edit)" – 6:28
7. "Moss (Greg Churchill RMX)" – 6:54
8. "GUSGUS Late Night (Wywiad)" – 2:30